# Abraham Loeb
Pour les articles homonymes, voir Loeb.
Abraham Loeb (en hébreu : אברהם לייב), habituellement nommé Avi Loeb (אבי לייב), né en 1962, est un physicien théoricien américano-israélien. Il travaille dans les domaines de l'astrophysique et de la cosmologie.
Il est actuellement professeur d'astronomie, directeur de l'Institute for Theory and Computation (ITC, en français Institut de théorie et de calcul) à l'Université Harvard et membre de l'Académie américaine des arts et des sciences depuis 2012.

## Biographie
Né en Israël, Abraham Loeb participa en 1980 au programme Talpiot, programme de service militaire aménagé au profit des meilleurs étudiants, avant d'obtenir en 1986, à l'âge de 24 ans, son Ph.D. en physique des plasmas à l'Université hébraïque de Jérusalem. Entre 1988 et 1993, Loeb a été membre à long terme de l'Institute for Advanced Study de Princeton, où il commença de travailler en astrophysique théorique. En 1993, il rejoignit Harvard, où il obtint sa titularisation au bout de trois ans. Loeb a reçu nombre de récompenses au nombre desquelles le Guggenheim Fellowship en 2002. Il bénéficie également d'un poste de professeur en visite à l'Institut Weizmann de Rehovot (Israël).
Loeb a travaillé dans une vaste gamme de domaines de recherche en astrophysique et en cosmologie, au nombre desquels les premières étoiles, l'époque de la réionisation, la formation et l'évolution des trous noirs massifs, les lentilles gravitationnelles formées par des planètes, les sursauts gamma (GRB) à grands décalages vers le rouge, la cosmologie dans la bande des 21 cm, l'utilisation de forêts Lyman-α pour la détection des accélérations/ralentissement de l'expansion de l'Univers en temps réel, la future collision entre la Voie lactée et la Galaxie d'Andromède, l'état futur de l'astronomie extragalactique, les implications astrophysiques de la détente des trous noirs lors des fusions de galaxies et l'imagerie des silhouettes des trous noirs. Certains de ses articles (par exemple sur les microlentilles par les planètes, les GRB à grand décalage vers le rouge, et la cosmologie à 21 cm) sont considérés comme des articles pionniers dans des domaines qui sont devenus désormais l'objectif de communautés d'astrophysiciens établis. Loeb était parmi les tout premiers théoriciens à déplacer la frontière des recherches jusqu'à l'« aube cosmique » des premières étoiles et des premières galaxies. Dans une série de publications avec ses étudiants et ses post-docs, il abordait la question de quand et comment les premières étoiles et les premiers trous noirs se sont formés et de leurs effets sur le jeune univers. Il dirigea également une équipe qui découvrit des preuves provisoires de la naissance d'un trou noir dans la jeune et proche supernova SN 1979C.
En 2006, Loeb fit la couverture de TIME Magazine pour un article sur les premières étoiles, ainsi que celle de Scientific American pour un article sur les âges sombres de l'Univers. En 2008, Loeb fit à nouveau la Une du Smithsonian Magazine avec un article sur les trous noirs et deux fois celle d’Astronomy Magazine, pour deux articles, l'un sur la collision entre la Voie lactée et la Galaxie d'Andromède, et le second sur l'état futur de notre Univers. En 2009, Loeb passa en revue dans un article de Scientific American une nouvelle technique d'imagerie des silhouettes des trous noirs. En 2010, il écrivit un nouvel ouvrage intitulé How Did the First Stars and Galaxies Form? (« Comment se sont formées les premières étoiles et les premières galaxies ? »), publié par Princeton University Press. La même année, Loeb écrivit un article encourageant les jeunes chercheurs à faire preuve de créativité.
En octobre 2018, il publie un article de recherche avec Shmuel Bialy intitulé Could Solar Radiation Pressure Explain 'Oumuamua's Peculiar Acceleration?. Dans cet article, il expose la théorie que le corps interstellaire Oumuamua observé en octobre 2017, est sensible à la pression de radiation solaire ce qui en ferait une voile solaire, possiblement d'origine artificielle. Il avance la même théorie pour un autre météore observée quatre ans plus tôt. 
En janvier 2021, il publie un nouveau livre intitulé Extraterrestrial: The First Sign of Intelligent Life Beyond Earth (« Le Premier Signe d'une vie intelligente extraterrestre ») édité par Houghton Mifflin Harcourt. Dans cet ouvrage, il reprend sa thèse sur l'origine artificielle du corps interstellaire Oumuamua. La sortie du livre fait l'objet de plusieurs interviews dans la presse française et à la radio. Cette couverture médiatique a fait réagir des astronomes qui remettent en cause la thèse proposée et donne lieu à une communication par la Société française d'astronomie et d'astrophysique conjointement avec la Société française d'exobiologie,. 
En 2024, Loeb prononce un discours dans lequel il présente son point de vue sur l'arrivée imminente du Messie qui sera un extra-terrestre venu de l'espace.

### Le Projet Galileo
En juillet 2021, Loeb prend la direction d'un nouveau projet: « le Projet Galileo : oser regarder à travers de nouveaux télescopes » (« The Galileo Project: Daring to Look Through New Telescopes », dont la motivation est la découverte d'ʻOumuamua et la publication d'un rapport de la direction de l'agence nationale américaine de renseignements[Quoi ?][Information douteuse] (National Intelligence) sur les phénomènes aériens non identifiés (Unidentified Aerial Phenomena, UAP). Selon les indications de son site officiel les objectifs de ce projet sont : « Étant donné l'abondance des systèmes Terre-Soleil récemment découverts, le projet Galileo s'attaque à la question que les humains ne peuvent plus ignorer : celle de l'existence possible de civilisations technologiques extraterrestres (CTE) en partant du principe que la science ne doit pas rejeter dogmatiquement les explications extraterrestres possibles en raison de stigmates sociaux ou de préférences culturelles, facteurs qui ne sont pas propices à la méthode scientifique d'enquête impartiale et empirique. Nous devons maintenant "oser regarder à travers de nouveaux télescopes", au sens propre comme au sens figuré » (« Given the recently discovered abundance of Earth-Sun systems, the Galileo Project is dedicated to the proposition that humans can no longer ignore the possible existence of Extraterrestrial Technological Civilizations (ETCs), and that science should not dogmatically reject potential extraterrestrial explanations because of social stigma or cultural preferences, factors which are not conducive to the scientific method of unbiased, empirical inquiry. We now must ‘dare to look through new telescopes’, both literally and figuratively. ».
Les trois principaux axes de recherche sont
- Obtenir des images à haute résolution des UAPs et en découvrir la nature

« Une image vaut mieux que des milliers de mots. Par exemple une image en mégapixels de la surface d'un objet UAP à l'échelle humaine à une distance d'un mile permettrait de distinguer une étiquette indiquant : "Fabriqué dans le pays X" d'une autre portant le libellé : "Fabriqué par la CTE Y" sur une exoplanète proche dans notre galaxie. Ce but serait atteint en recherchant les UAP à l'aide d'un réseau de télescopes de taille moyenne à haute résolution et de réseaux de détecteurs équipés de caméras et de systèmes informatiques appropriés, répartis dans des endroits sélectionnés. Les données seront ouvertes au public et l'analyse scientifique sera transparente. »(« A picture is worth a thousand words. For example, a megapixel image of the surface of a human-scale UAP object at a distance of a mile will allow to distinguish the label: “Made in Country X” from the potential alternative “Made by ETC Y” on a nearby exoplanet in our galaxy. This goal will be accomplished by searching for UAP with a network of mid-sized, high-resolution telescopes and detector arrays with suitable cameras and computer systems, distributed in select locations. The data will be open to the public and the scientific analysis will be transparent ».
- Rechercher activement et investiguer des objets interstellaires de type ʻOumuamua
- Rechercher des satellites-hôtes potentiels de CTE

Le projet est commenté par plusieurs organes de presse indépendants parmi lesquelles  Nature, Science, le New York Post, Scientific American, The Guardian. En réponse aux allégations selon lesquelles l'étude des ovnis relèverait de la pseudo-science, Loeb répond que le but du projet n'est pas d'étudier les ovnis sur la base de données antérieures mais d'étudier les phénomènes aériens non identifiés « en utilisant la méthode scientifique standard basée sur une analyse transparente des données scientifiques ouvertes qui seront collectées à l'aide d'instruments optimisés ».

### Podcast
- « Oumuamua est-il un vaisseau extraterrestre ? » 9 février 2021 dans Les Idées claires, le podcast  sur France Culture